# Lars Larsson (silversmed)
Lars Larsson, född 26 december 1820, död 8 oktober 1880 i Stockholm, var en svensk  silversmed.
Larsson gick i lära hos silversmeden Johannes Daniel Blomsterwall i Göteborg från 1834 och blev gesäll där 1839. Han arbetade därefter som silversmed i Göteborg fram till 1843. Han flyttade under året till Stockholm där han med sitt mästarstycke en guldbrosch med stenar blir godkänd som mästare 23 augusti 1843. Han avsade sig sitt burskap i Stockholm 1844 för att åter förena sig med burskapet i Göteborg. Han startar en filial i Stockholm 1869 och driver sedan verkstäder i både Stockholm och Göteborg. När han avled övertogs Stockholmsverksamheten av silversmeden Karl Andersson medan Göteborgsverksamheten drevs vidare av Svensson & Luhr. Larsson är representerad med ett flertal verk vid Nationalmuseum.